# Памятник Алану Тьюрингу

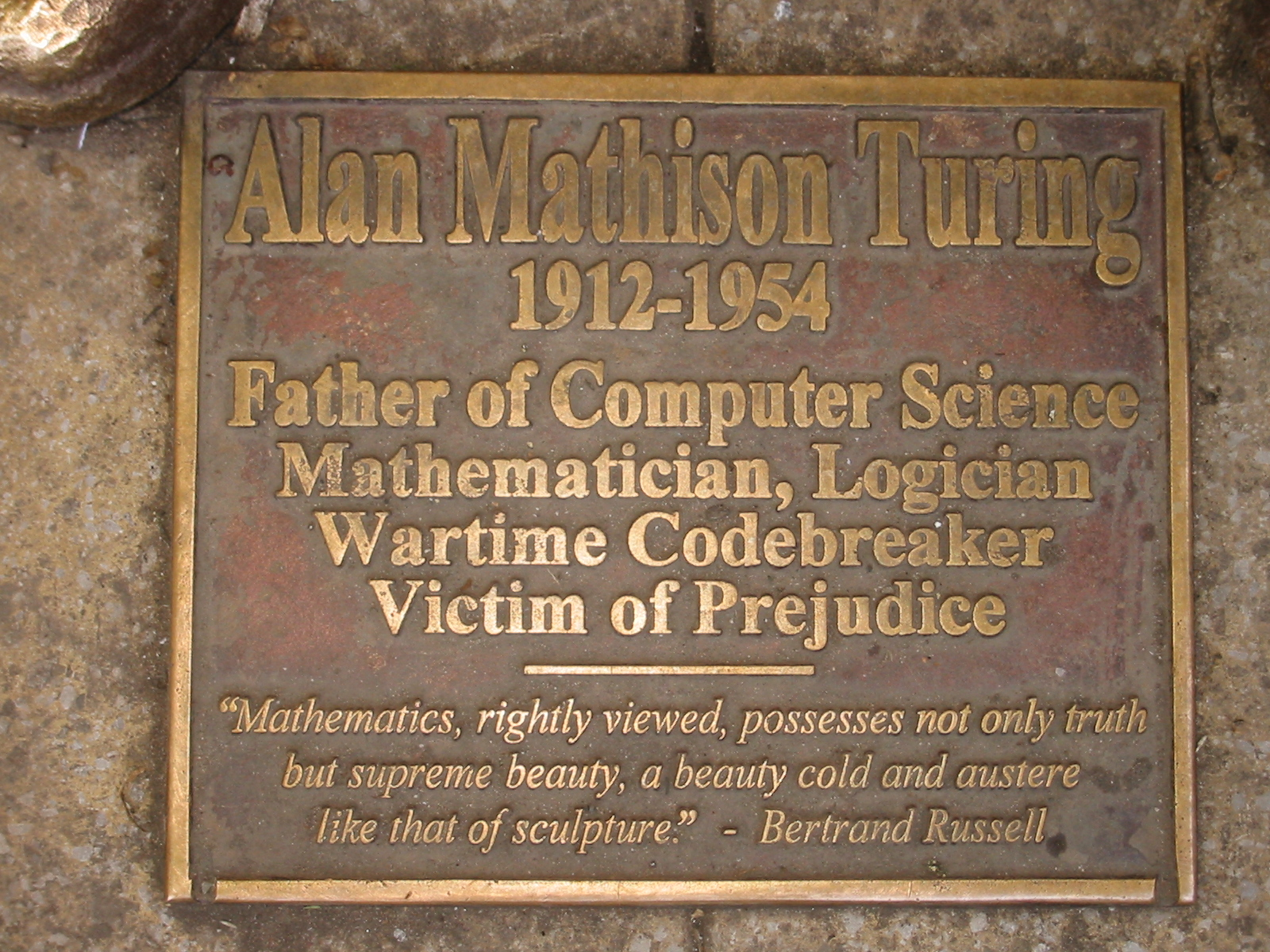
Мемориальная таблица

Памятник Алану Тьюрингу — памятник в Садах Витворта, Манчестер, Великобритания.
Установлен в честь Алана Мэтисона Тьюринга (1912—1954), английского учёного-математика, логика, криптографа. Отца информатики и теории искусственного интеллекта.
Памятник открыт в день рождения Тьюринга 23 июня 2001 года. Изображает фигуру Тьюринга, спокойно сидящего на городской лавочке в парке. Выполнен из материала «под бронзу». Стоимость — 16 000 фунтов стерлингов. Средства на сооружение памятника были собраны в течение 12 месяцев за счёт пожертвований и проведенных лотерей.
Мемориальная доска у ног статуи гласит: «Алан Мэтисон Тьюринг. Отец информатики, математик, логик, взломщик военных шифров, жертва предрассудков».